# Carum meoides
Carum meoides är en växtart i kumminsläktet (Carum) och familjen flockblommiga växter. Den beskrevs av August Grisebach som Silaus meoides, och fick sitt nu gällande namn av Eugen von Halácsy 1894.
Arten är en perenn ört som förekommer på västra Balkan.